# Magnus Gustafsson
Magnes Nils Gustafsson (ur. 3 stycznia 1967 w Lund) – szwedzki tenisista, reprezentant w Pucharze Davisa, olimpijczyk.

## Kariera tenisowa
Karierę zawodową rozpoczął w roku 1991, a zakończył w 2001.
W grze pojedynczej Szwed wygrał 14 turniejów z cyklu ATP World Tour, z czego większość sukcesów odniósł na nawierzchni ziemnej. Ponadto Gustafsson był uczestnikiem 12 finałów zawodów ATP World Tour.
W grze podwójnej odniósł 1 turniejowe zwycięstwo oraz 7 razy grał w deblowych finałach.
W latach 1991–1994, 1998, 1999 reprezentował Szwecję w Pucharze Davisa. Podczas rozgrywek z 1998 roku triumfował wraz z kadrą w zawodach. W finale Szwedzi pokonali Włochów 4:1, a Gustafsson zdobył wówczas dla drużyny dwa punkty pokonując w swoich obydwu spotkaniach najpierw Davida Sanguinetti'ego, a potem Gianlucę Pozziego.
W 1992 i 1996 roku wystąpił na igrzyskach olimpijskich. W Barcelonie odpadł z zawodów w II rundzie, po porażce z późniejszym srebrnym medalistą, Jordim Arresem. W Atlancie również doszedł do 2 rundy, tym razem przegrywając z Gregiuem Rusedskim.
W sezonie 1991 zwyciężył w Drużynowym Pucharze Świata. W finale Szwedzi pokonali Jugosławię 2:1.
W rankingu gry pojedynczej Gustafsson najwyżej był na 10. miejscu (29 lipca 1991), a w klasyfikacji gry podwójnej na 77. pozycji (6 listopada 1989).

### Finały w turniejach ATP World Tour
| Legenda                                      |
| -------------------------------------------- |
| Wielki Szlem                                 |
| Igrzyska olimpijskie                         |
| Tennis Masters Cup / ATP Finals              |
| ATP Masters Series / ATP Tour Masters 1000   |
| ATP International Series Gold / ATP Tour 500 |
| ATP International Series / ATP Tour 250      |

#### Gra pojedyncza (14–12)
| Końcowy wynik | Nr  | Data                 | Turniej    | Nawierzchnia    | Przeciwnik             | Wynik finału               |
| ------------- | --- | -------------------- | ---------- | --------------- | ---------------------- | -------------------------- |
| Finalista     | 1.  | 16 lipca 1989        | Gstaad     | Ceglana         | Carl-Uwe Steeb         | 7:6(6), 6:3, 2:6, 4:6, 2:6 |
| Finalista     | 2.  | 12 listopada 1989    | Sztokholm  | Dywanowa (hala) | Ivan Lendl             | 5:7, 0:6, 3:6              |
| Zwycięzca     | 1.  | 5 maja 1991          | Monachium  | Ceglana         | Guillermo Pérez Roldán | 3:6, 6:3, 4:3 krecz        |
| Finalista     | 3.  | 12 maja 1991         | Hamburg    | Ceglana         | Karel Nováček          | 3:6, 3:6, 7:5, 6:0, 1:6    |
| Zwycięzca     | 2.  | 14 lipca 1991        | Båstad     | Ceglana         | Alberto Mancini        | 6:1, 6:2                   |
| Zwycięzca     | 3.  | 28 lipca 1991        | Hilversum  | Ceglana         | Jordi Arrese           | 5:7, 7:6(2), 2:6, 6:1, 6:0 |
| Finalista     | 4.  | 4 sierpnia 1991      | Kitzbühel  | Ceglana         | Karel Nováček          | 6:7(2), 6:7(4), 2:6        |
| Finalista     | 5.  | 4 sierpnia 1991      | Praga      | Ceglana         | Karel Nováček          | 6:7(5), 2:6                |
| Finalista     | 6.  | 12 kwietnia 1992     | Barcelona  | Ceglana         | Carlos Costa           | 4:6, 6:7(3), 4:6           |
| Zwycięzca     | 4.  | 12 lipca 1992        | Båstad     | Ceglana         | Tomás Carbonell        | 5:7, 7:5, 6:4              |
| Finalista     | 7.  | 20 czerwca 1993      | Genua      | Ceglana         | Carlos Costa           | 6:7(3), 4:6                |
| Zwycięzca     | 5.  | 25 lipca 1993        | Stuttgart  | Ceglana         | Michael Stich          | 6:3, 6:4, 3:6, 4:6, 6:4    |
| Finalista     | 8.  | 1 sierpnia 1993      | Hilversum  | Ceglana         | Carlos Costa           | 1:6, 2:6, 3:6              |
| Finalista     | 9.  | 14 listopada 1993    | Antwerpia  | Dywanowa (hala) | Pete Sampras           | 1:6, 4:6                   |
| Zwycięzca     | 6.  | 16 stycznia 1994     | Auckland   | Twarda          | Patrick McEnroe        | 6:4, 6:0                   |
| Zwycięzca     | 7.  | 6 lutego 1994        | Dubaj      | Twarda          | Sergi Bruguera         | 6:4, 6:2                   |
| Zwycięzca     | 8.  | 24 marca 1996        | Petersburg | Dywanowa (hala) | Jewgienij Kafielnikow  | 6:2, 7:6(4)                |
| Zwycięzca     | 9.  | 14 lipca 1996        | Båstad     | Ceglana         | Andrij Medwediew       | 6:1, 6:3                   |
| Finalista     | 10. | 10 sierpnia 1997     | San Marino | Ceglana         | Félix Mantilla         | 4:6, 1:6                   |
| Finalista     | 11. | 5 października 1997  | Pekin      | Twarda (hala)   | Jim Courier            | 6:7(10), 6:3, 3:6          |
| Zwycięzca     | 10. | 12 października 1997 | Singapur   | Dywanowa (hala) | Nicolas Kiefer         | 4:6, 6:3, 6:3              |
| Zwycięzca     | 11. | 15 marca 1998        | Kopenhaga  | Dywanowa (hala) | David Prinosil         | 3:6, 6:1, 6:1              |
| Zwycięzca     | 12. | 15 marca 1998        | Båstad     | Ceglana         | Andrij Medwediew       | 6:2, 6:3                   |
| Zwycięzca     | 13. | 7 marca 1999         | Kopenhaga  | Dywanowa (hala) | Fabrice Santoro        | 6:4, 6:1                   |
| Finalista     | 12. | 14 listopada 1999    | Sztokholm  | Twarda (hala)   | Thomas Enqvist         | 3:6, 4:6, 2:6              |
| Zwycięzca     | 14. | 23 lipca 2000        | Amsterdam  | Ceglana         | Raemon Sluiter         | 6:7(4), 6:3, 7:6(5), 6:1   |

#### Gra podwójna (1–7)
| Końcowy wynik | Nr | Data           | Turniej   | Nawierzchnia    | Partner                | Przeciwnicy                        | Wynik finału |
| ------------- | -- | -------------- | --------- | --------------- | ---------------------- | ---------------------------------- | ------------ |
| Finalista     | 1. | 14 lutego 1988 | Rotterdam | Dywanowa (hala) | Diego Nargiso          | Patrik Kühnen Tore Meinecke        | 6:7, 6:7     |
| Finalista     | 2. | 31 lipca 1988  | Hilversum | Ceglana         | Guillermo Pérez Roldán | Sergio Casal Emilio Sánchez        | 6:7, 6:7     |
| Finalista     | 3. | 12 lutego 1989 | Rotterdam | Dywanowa (hala) | Jan Gunnarsson         | Miloslav Mečíř Milan Šrejber       | 6:7, 0:6     |
| Finalista     | 4. | 14 lipca 1991  | Båstad    | Ceglana         | Anders Järryd          | Ronnie Båthman Rikard Bergh        | 4:6, 4:6     |
| Finalista     | 5. | 28 lipca 1991  | Hilversum | Ceglana         | Francisco Clavet       | Richard Krajicek Jan Siemerink     | 5:7, 4:6     |
| Finalista     | 6. | 12 lipca 1992  | Båstad    | Ceglana         | Christian Bergström    | Tomás Carbonell Christian Miniussi | 4:6, 5:7     |
| Finalista     | 7. | 13 lipca 1997  | Båstad    | Ceglana         | Magnus Larsson         | Nicklas Kulti Mikael Tillström     | 0:6, 3:6     |
| Zwycięzca     | 1. | 12 lipca 1998  | Båstad    | Ceglana         | Magnus Larsson         | Lan Bale Piet Norval               | 6:4, 6:2     |